# Crinum mauritianum
Crinum mauritianum är en amaryllisväxtart som beskrevs av Conrad Loddiges. Crinum mauritianum ingår i släktet Crinum, och familjen amaryllisväxter. Inga underarter finns listade i Catalogue of Life.

## Bildgalleri

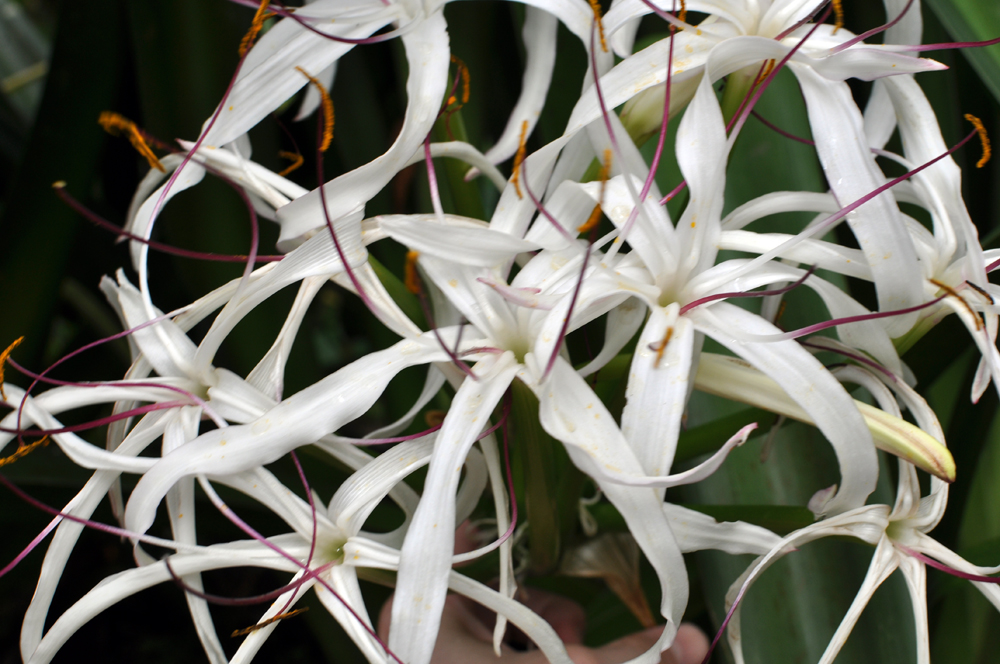
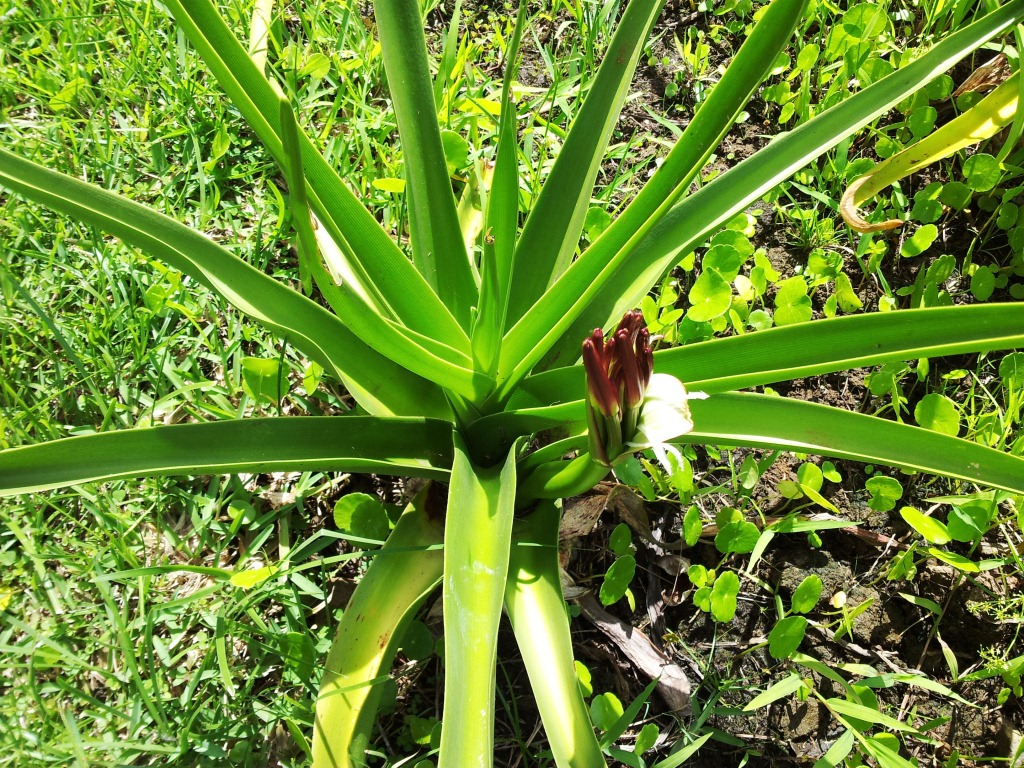
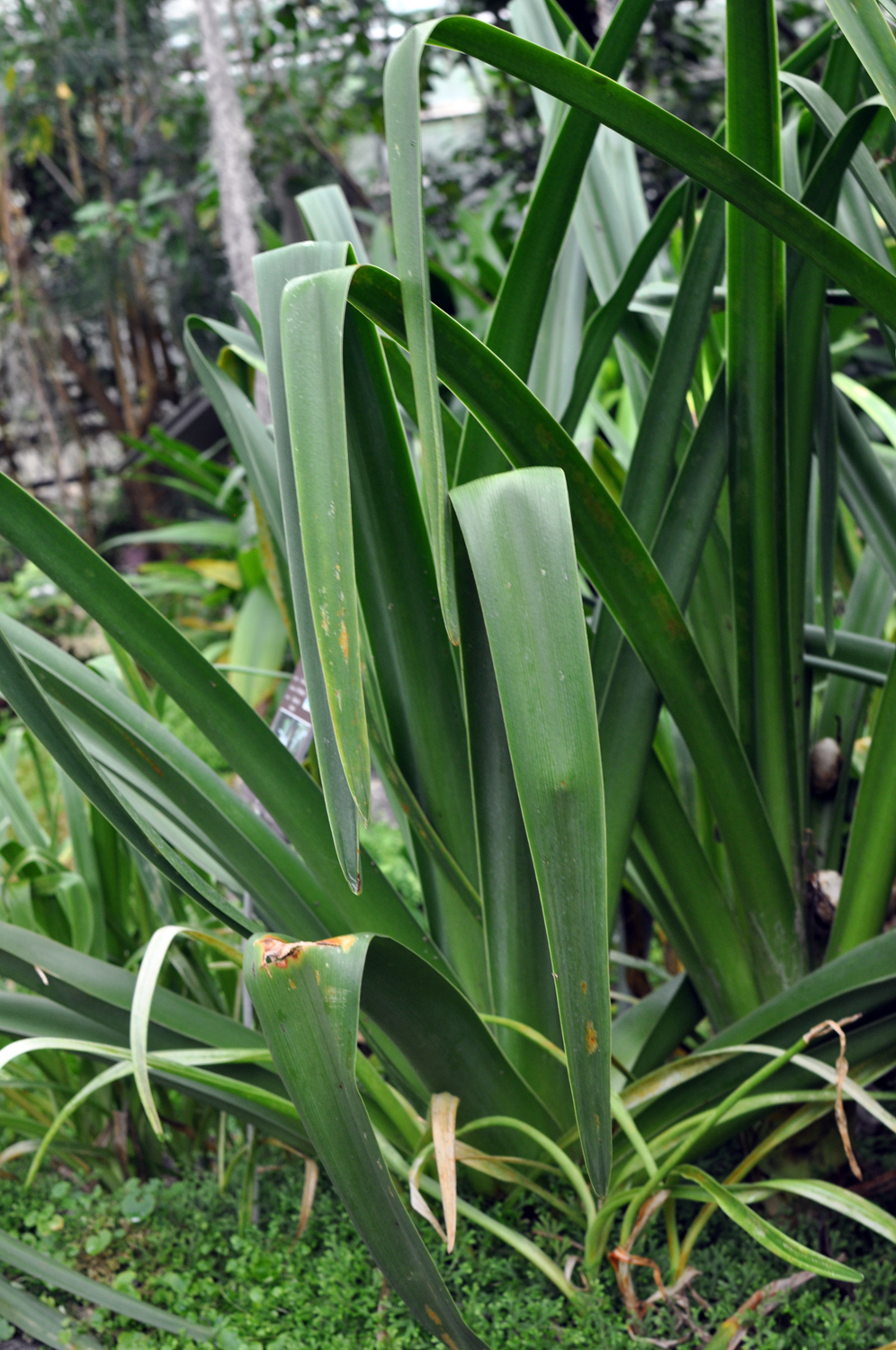